# Sophie de Winzenbourg
 (octobre 2016).
Sophie de Winzenbourg (née en 1105 à Winzenburg près de Hildesheim et morte le 6 ou 7 juillet 1160 à Brandebourg-sur-la-Havel) est l'épouse du premier margrave de Brandebourg.

## Biographie
Sophie était une fille putative du comte Herman Ier de Winzenbourg et de sa première épouse, qui était comtesse d'Everstein. Elle a fait don de ses terres agricoles de Wellen et de Wolmirsleben au monastère de Leitzkau. En 1158, elle  accompagne son mari sur un pèlerinage en Terre sainte. Selon l'état actuel de la recherche l'identité de son père n'a pas été prouvée de façon concluante. Elle a peut-être appartenu à une autre maison noble dans laquelle le nom de Sophie était utilisé.
Sa sœur Béatrix était abbesse de l'abbaye de Quedlinbourg. Sophie et Béatrix sont toutes deux décédées en 1160. Certaines sources suggèrent que Sophie décède le 25 mars, d'autres le 6 ou 7 juillet. Elle est inhumée dans l'église du monastère de Ballenstedt.

## Représentation
700 ans après sa mort, un bractéate représentant Sophie et son mari a été retrouvé à Aschersleben. Son portrait est stylisé, selon la mode de cette période. Le fait qu'Albert représente son épouse à ses côtés sur une pièces de monnaie est un signe de son attachement pour Sophie.

## Union et postérité
En 1125, elle épouse Albert l'Ours et lui donne une douzaine d'enfants. Parmi lesquels, Bernhard vécu le plus longtemps, à savoir, jusqu'à 1212.
- Othon Ier de Brandebourg (1126/1128 - 7 mars 1184) ;
- Herman Ier de Weimar-Orlamünde (mort 1176) ;
- Siegfried (mort en 24 octobre 1184), évêque de Brandebourg (1173-1180), prince-archevêque de Brême, le premier à être titré « Prince » de 1180 à 1184 ;
- Henri (mort en 1185), un chanoine à Magdebourg ;
- Adalbert de Ballenstedt (mort après le 6 décembre 1172) ;
- Dietrich de Werben (mort après le 5 septembre 1183) ;
- Bernhard d'Anhalt (1140-9 février 1212), comte d'Anhalt, et à partir de 1180 également duc de Saxe sous le nom de Bernard III ;
- Hedwige (morte. 1203), mariée à Othon Ier le Riche, margrave de Meissen ;
- Fille, mariée vers  1152 à Vladislav d'Olomouc, le fils aîné du duc Sobeslav Ier de Bohême ;
- Adelheid (mort en 1162), une nonne dans Lamspringe ;
- Gertrude, mariée en 1155 au duc Děpold Ier de Jamnitz ;
- Sybille (mort vers 1170), abbesse de l'abbaye de Quedlinbourg ;
- Eilika.